# Stanislav Namașco
Stanislav Namașco (n. 10 noiembrie 1986, Tiraspol, RSS Moldovenească, URSS) este un fotbalist moldovean care evoluează la clubul azer AZAL PFC pe postul de portar.
Stanislav Namașco și-a început cariera profesională la echipa FC Tiraspol, iar pe 17 noiembrie 2007 a debutat la echipa națională de fotbal a Moldovei, într-un meci din preliminariile Campionatului European de Fotbal 2008, cu Ungaria la Chișinău, în care n-a primit niciun gol, iar Moldova a învins cu scorul 3-0.
În martie 2011, acesta a reușit o performanță excelentă într-un meci contra Suediei, reușind printre altele să apere un penalty în fața lui Zlatan Ibrahimović.
În iulie 2014, Namașco a semnat un contract pe 2 ani cu gruparea azeră AZAL PFC, care evoluează în Prima Ligă Azeră.
Stanislav are doi frați mai mari, Alexandru și Serghei, care de asemenea sunt fotbaliști profesioniști.

## Palmares

### Club
FC Tiraspol
- Divizia Națională

Locul 3: 2005/06
 Sheriff Tiraspol
- Divizia Națională (2): 2007/08, 2008/09

- Cupa Moldovei: (2): 2007/08, 2008/09

### Individual
- Cel mai bun portar din Moldova (2): 2008, 2009

## Statistici carieră

### Club
|               |                           |                    | Campionat | Campionat | Cupă    | Cupă   | Continental | Continental | Total   | Total  |
| Sezon         | Club                      | Campionat          | Meciuri   | Goluri    | Meciuri | Goluri | Meciuri     | Goluri      | Meciuri | Goluri |
| ------------- | ------------------------- | ------------------ | --------- | --------- | ------- | ------ | ----------- | ----------- | ------- | ------ |
| 2004–05       | FC Tiraspol               | Divizia Națională  | 2         | 0         |         |        | 0           | 0           | 2       | 0      |
| 2005–06       | FC Tiraspol               | Divizia Națională  | 19        | 0         |         |        | —           | —           | 19      | 0      |
| 2006–07       | FC Tiraspol               | Divizia Națională  | 35        | 0         |         |        |             |             | 35      | 0      |
| 2007–08       | FC Tiraspol               | Divizia Națională  | 20        | 0         |         |        | —           | —           | 20      | 0      |
| 2007–08       | Sheriff Tiraspol          | Divizia Națională  | 9         | 0         |         |        | —           | —           | 9       | 0      |
| 2008–09       | Sheriff Tiraspol          | Divizia Națională  | 18        | 0         |         |        | 4           | 0           | 22      | 0      |
| 2009–10       | Sheriff Tiraspol          | Divizia Națională  | 7         | 0         |         |        | 12          | 0           | 19      | 0      |
| 2014–15       | Kuban Krasnodar           | Prima Divizie Rusă | 2         | 0         |         |        | —           | —           | 2       | 0      |
| 2011–12       | Kuban Krasnodar           | Prima Ligă Rusă    | 0         | 0         | 0       | 0      | —           | —           | 0       | 0      |
| 2011–12       | Spartak Nalcik (împrumut) | Prima Ligă Rusă    | 2         | 0         |         |        | —           | —           | 2       | 0      |
| 2012–13       | Volgar Astrahan           | Prima Divizie Rusă | 8         | 0         |         |        | —           | —           | 8       | 0      |
| 2013–14       | Dinamo-Auto Tiraspol      | Divizia Națională  | 6         | 0         |         |        | —           | —           | 6       | 0      |
| 2014–15       | AZAL                      | Prima Ligă Azeră   | 0         | 0         | 0       | 0      | —           | —           | 0       | 0      |
| Total         | Moldova                   | Moldova            | 116       | 0         |         |        | 16          | 0           | 132     | 0      |
| Total         | Rusia                     | Rusia              | 12        | 0         |         |        | —           | —           | 12      | 0      |
| Total         | Azerbaidjan               | Azerbaidjan        | 0         | 0         | 0       | 0      | —           | —           | 0       | 0      |
| Total carieră | Total carieră             | Total carieră      | 128       | 0         | 0       | 0      | 16          | 0           | 144     | 0      |